# Caseta
Pour les articles homonymes, voir Caseta (homonymie).
La Caseta est un dolmen situé à Corsavy, dans le département français des Pyrénées-Orientales.

## Historique
Bien que connu localement, le dolmen n'a été signalé qu'en 1997. Une pratique locale consistait à venir se coucher sur la dalle de couverture quand on se sentait malade.

## Description
Le dolmen est du type simple (sans couloir) avec une ouverture orientée au sud-est. Il semble que la grosse table de couverture (0,50 m d'épaisseur), disproportionnée par rapport à ses supports, ait entraîné des difficultés architecturales dès la construction du dolmen. La table a glissé au nord-est, vers l'arrière de la chambre, et provoqué la cassure de l'orthostate ouest en deux fragments de respectivement 0,80 m et 1,40 m de long et son affaissement partiel vers l'intérieur de la chambre. La chambre s'est retrouvée ainsi rétrécie et partiellement découverte d'où la nécessité de rajouter à plat une dallette au-dessus de la dalle de chevet pour combler le trou. L'orthostate oriental semble également trop mince pour supporter la couverture : il pourrait s'être fendu dans le sens de l'épaisseur, la partie manquante pouvant correspondre à une dalle mince gisant désormais sur le tumulus. Le tumulus, de forme circulaire à l'origine (8 à 9 m de diamètre), s'est légèrement affaissé dans le sens de la pente côté sud-est. Il est constitué de gros blocs en granite.